# Osvaldo Peralta
Osvaldo Peralta (2 febbraio 1971) è un ex calciatore paraguaiano, di ruolo difensore.